# (11509) Thersilochos
(11509) Thersilochos (1990 VL6) – planetoida z grupy trojańczyków okrążająca Słońce w ciągu 11,82 lat w średniej odległości 5,19 j.a. Odkryta 15 listopada 1990 roku.